# George Town (illes Caiman)
George Town és la capital i la ciutat principal de les illes Caiman, un territori d'ultramar britànic. Situada a l'illa de Grand Cayman, té una població estimada de 30.570 habitants (2006), cosa que significa que s'hi concentra més del 60% de la població de les illes.
És el cor financer i industrial del país, amb més de 600 bancs domiciliats a la ciutat, molts dels quals són filials de bancs europeus. Molts d'aquests bancs són només societats pantalla per tal de poder redirigir els beneficis de les empreses i no pagar impostos als seus països d'origen. Gràcies a la condició de paradís fiscal de les illes Caiman, George Town gaudeix des de fa anys d'una puixança econòmica important, amb la presència de diversos centres comercials.
El turisme és la segona font d'ingressos, ja que les illes Caiman s'han convertit en una destinació exòtica i molt buscada per aquelles persones que desitgen unes vacances de luxe. El port de George Town acull vaixells de creuer i també té una terminal de càrrega. Prop de la ciutat hi ha l'Aeroport Internacional Owen Roberts.